# Troup House
Troup House ist eine Villa nahe der schottischen Ortschaft Gardenstown in der Council Area Aberdeenshire. 1990 wurde das Bauwerk in die schottischen Denkmallisten in der Denkmalkategorie B aufgenommen. Der ehemalige Gutshof ist hingegen als Denkmal der höchsten Kategorie A eingestuft.

## Geschichte
Zunächst in Besitz der Familie Troup, erwarb die Familie Garden das Anwesen im Jahre 1654. Im Laufe des 18. Jahrhunderts lebte dort der Parlamentsabgeordnete Alexander Garden, der das Anwesen an seinen jüngeren Bruder Francis Garden, Lord Gardenstone vererbte. Ihr Vater Alexander Garden of Troup zeichnet für die Anlage der Planstadt Gardenstown im Jahre 1720 verantwortlich.
Im Jahre 1897 ließen die Gardens of Troup die heutige Villa errichten. Für den Entwurf zeichnet der in Aberdeen ansässige Architekt Robert Gordon Wilson verantwortlich. Das ältere Troup House wurde in den frühen 1960er Jahren abgetragen, nachdem es bereits eine lange Zeit leergestanden hatte.

## Beschreibung
Troup House steht isoliert rund drei Kilometer nordöstlich von Gardenstown nahe dem Kap Troup Head am Moray Firth. Das dreistöckige Gebäude ist asymmetrisch aufgebaut. Seine Fassaden sind mit rötlichem Harl verputzt, wobei die zahlreichen Graniteinfassungen farblich abgesetzt sind. Die Eingangstüre an der Nordfassade schließt mit einem Rundbogen.
Der östlich der Villa gelegene Bauernhof stammt aus dem späten 18. Jahrhundert. Der längliche rote Sandsteinbau nimmt eine Grundfläche von etwa 41 m × 7,6 m ein. Die Ostseite nahmen die Dreschhalle und die Darre ein. Letztere ist außergewöhnlich groß für einen Bauernhof dieser Dimension.

## Troup House School
Heute beherbergt Troup House die privatwirtschaftlich betriebene Troup House School. Es handelt sich um eine Sonderschule für 8- bis 16-jährige Schüler, die auf Grund emotionaler oder sozialer Verhaltensstörungen, geistiger Behinderung oder autistischer Störungen einer besonderen Betreuung bedürfen. Angeschlossen ist ein Internat.